# DKK2
Dickkopf 관련 단백질 2는 인간에서 DKK2 유전자에 의해 암호화되는 단백질이다.
이 유전자는 dickkopf 패밀리의 구성원 단백질을 암호화한다. 분비된 단백질은 2개의 시스테인 풍부 영역을 함유하고 윈트 신호전달 경로와의 상호 작용을 통해 배아 발생에 관여한다.
이는 세포 상황 및 보조 인자 크레멘 2의 존재에 따라 Wnt/베타 카테닌 신호 전달의 작용제 또는 길항제로서 작용할 수 있다. 또한 이 단백질의 활성은 Wnt 공수용체 LDL 수용체 관련 단백질 6(LRP6)에 결합함으로써 조절된다.